# Клей (округ, Иллинойс)
Клей (англ. Clay County) — округ в США, штате Иллинойс. Официально образован в 1824 году. По состоянию на 2010 год, численность населения составляла 13 815 человек. Получил своё название в честь американского политического и государственного деятеля Генри Клея.

## География
По данным Бюро переписи США, общая площадь округа равняется 1 216 км², из которых 1 213 км² — суша, и 3 км² или 0,27 % — это водоёмы.

## Население
По данным переписи населения 2000 года в округе проживает 14 560 жителей в составе 5839 домашних хозяйств и 4005 семей. Плотность населения составляет 12,00 человек на км2. На территории округа насчитывается 6394 жилых строения, при плотности застройки около 5,00-ти строений на км2. Расовый состав населения: белые — 98,52 %, афроамериканцы — 0,11 %, коренные американцы (индейцы) — 0,23 %, азиаты — 0,52 %, гавайцы — 0,01 %, представители других рас — 0,21 %, представители двух или более рас — 0,40 %. Испаноязычные составляли 0,60 % населения независимо от расы.
В составе 30,60 % из общего числа домашних хозяйств проживают дети в возрасте до 18 лет, 56,40 % домашних хозяйств представляют собой супружеские пары, проживающие вместе, 8,60 % домашних хозяйств представляют собой одиноких женщин без супруга, 31,40 % домашних хозяйств не имеют отношения к семьям, 27,90 % домашних хозяйств состоят из одного человека, 14,80 % домашних хозяйств состоят из престарелых (65 лет и старше), проживающих в одиночестве. Средний размер домашнего хозяйства составляет 2,41 человека, и средний размер семьи — 2,94 человека.
Возрастной состав округа: 23,90 % — моложе 18 лет, 8,00 % — от 18 до 24, 25,90 % — от 25 до 44, 23,00 % — от 45 до 64, и 23,00 % — от 65 и старше. Средний возраст жителя округа — 40 лет. На каждые 100 женщин приходится 92,30 мужчин. На каждые 100 женщин старше 18 лет приходится 89,10 мужчин.
Средний доход на домохозяйство в округе составлял 30 599 USD, на семью — 36 675 USD. Среднестатистический заработок мужчины был 27 813 USD против 20 616 USD для женщины. Доход на душу населения составлял 15 771 USD. Около 9,00 % семей и 11,80 % общего населения находились ниже черты бедности, в том числе — 12,90 % молодежи (тех, кому ещё не исполнилось 18 лет) и 12,30 % тех, кому было уже больше 65 лет.